# Grand Prix Cycliste de Québec 2012
Il Grand Prix Cycliste de Québec 2012, terza edizione della corsa, valido come ventiquattresimo evento dell'UCI World Tour 2012, si svolse il 7 settembre 2012 su un percorso di 201,6 km. Fu vinto dall'australiano Simon Gerrans, che concluse la gara in 4h53'04" alla media di 41,27 km/h.
Portarono a termine il percorso 111 ciclisti.

## Squadre partecipanti
| N.      | Cod. | Squadra                |
| ------- | ---- | ---------------------- |
| 1-8     | GRS  | Garmin-Sharp           |
| 11-18   | EUC  | Team Europcar          |
| 21-28   | BMC  | BMC Racing Team        |
| 31-38   | MOV  | Movistar Team          |
| 41-48   | SKY  | Sky Procycling         |
| 51-58   | LIQ  | Liquigas-Cannondale    |
| 61-68   | OPQ  | Omega Pharma-Quickstep |
| 71-78   | KAT  | Katusha Team           |
| 81-88   | OGE  | Orica-GreenEDGE        |
| 91-98   | AST  | Astana Pro Team        |
| 101-108 | LTB  | Lotto-Belisol Team     |

| N.      | Cod. | Squadra                     |
| ------- | ---- | --------------------------- |
| 111-118 | RAB  | Rabobank Cycling Team       |
| 121-128 | RNT  | RadioShack-Nissan           |
| 131-138 | EUS  | Euskaltel-Euskadi           |
| 141-148 | LAM  | Lampre-ISD                  |
| 151-158 | VCD  | Vacansoleil-DCM             |
| 161-168 | FDJ  | FDJ-BigMat                  |
| 171-178 | ALM  | AG2R La Mondiale            |
| 181-188 | STB  | Saxo Bank                   |
| 191-198 | COF  | Cofidis, le Crédit en Ligne |
| 201-208 | SPI  | SpiderTech powered by C10   |
| 211-218 | CAN  | Canada                      |

## Ordine d'arrivo (Top 10)
| Pos. | Corridore         | Squadra      | Tempo    |
| ---- | ----------------- | ------------ | -------- |
| 1    | Simon Gerrans     | GreenEDGE    | 4h53'04" |
| 2    | Greg Van Avermaet | BMC          | s.t.     |
| 3    | Rui Costa         | Movistar     | a 4"     |
| 4    | Luca Paolini      | Katusha      | s.t.     |
| 5    | Tom-Jelte Slagter | Rabobank     | s.t.     |
| 6    | Diego Ulissi      | Lampre-ISD   | s.t.     |
| 7    | Thomas Voeckler   | Europcar     | s.t.     |
| 8    | Fabian Wegmann    | Garmin-Sharp | s.t.     |
| 9    | Gerald Ciolek     | Omega Pharma | s.t.     |
| 10   | François Parisien | SpiderTech   | s.t.     |